# Altenhofen (Gemeinde St. Valentin)
Altenhofen ist eine Katastralgemeinde der Gemeinde St. Valentin im Bezirk Amstetten in Niederösterreich.

## Geografie
Das Dorf befindet sich östlich von St. Valentin und liegt im Tal der Erla. Altenhofen ist über die Landesstraße L6243 an das Verkehrsnetz angebunden.

## Ortsteile
Zur Ortschaft Altenhofen zählen weiters die Rotten Dollberg, Holzerhäuser und Walling.

## Siedlungsentwicklung
Zum Jahreswechsel 1979/1980 befanden sich in der Katastralgemeinde 120 Bauflächen mit zusammen 67.553 m² und 156 Gärten mit insgesamt 371.181 m², 1989/1990 bestanden ebenfalls 120 Bauflächen. 1999/2000 war die Zahl der Bauflächen auf 247 angewachsen. 2009/2010 waren es 314 Gebäude auf 628 Bauflächen.

## Geschichte
Im Jahr 1822 wurde der Ort als Dorf mit 37 Häusern erwähnt, das nach St. Valentin eingepfarrt war und wohin auch die Kinder eingeschult wurden. Die Herrschaft Burg Enns besaß die Ortsobrigkeit, übte die Landgerichtsbarkeit aus und besorgte die Konskription. Die Untertanen und Grundholde des Ortes gehörten den Herrschaften Burg Enns, Perwarth, Ennsegg, Dekanat Enns, Erla und Ardagger. Laut Adressbuch von Österreich waren im Jahr 1938 in Altenhofen ein Bäcker, ein Binder, ein Gärtner, ein Gastwirt, ein Müllereibetrieb, ein Schmied, eine Schneiderin, zwei Schuster, ein Seiler, ein Sodawassererzeuger, ein Wagner und mehrere Landwirte ansässig.

## Landwirtschaft
Die Katastralgemeinde ist landwirtschaftlich geprägt. 512 Hektar wurden zum Jahreswechsel 1979/1980 landwirtschaftlich genutzt und 11 Hektar waren forstwirtschaftlich geführte Waldflächen. 1999/2000 wurde auf 526 Hektar Landwirtschaft betrieben und 12 Hektar waren als forstwirtschaftlich genutzte Flächen ausgewiesen. Ende 2018 waren 487 Hektar als landwirtschaftliche Flächen genutzt und Forstwirtschaft wurde auf 22 Hektar betrieben. Die durchschnittliche Bodenklimazahl von Altenhofen beträgt 52,6 (Stand 2010).